# Príncipe-bispado de Wurtzburgo
Príncipe-bispado de Wurtzburgo (em alemão:  Fürstbistum Würzburg; Hochstift Würzburg) era um principado eclesiástico do Sacro Império Romano-Germânico localizado na Baixa Francônia, a oeste do Principado Episcopal de Bamberga. Wurtzburgo era diocese desde 743. Como definitivamente estabelecido pela Concordata de 1448, os bispos da Alemanha foram escolhidos pelos cânones do capítulo da catedral e sua eleição foi posteriormente confirmada pelo papa. Seguindo uma prática comum na Alemanha, os príncipes-bispos de Würzburg também foram freqüentemente eleitos para outros principados eclesiásticos. Os últimos príncipes-bispos residiram na Residência de Wurtzburgo, que é um dos maiores palácios barrocos da Europa.

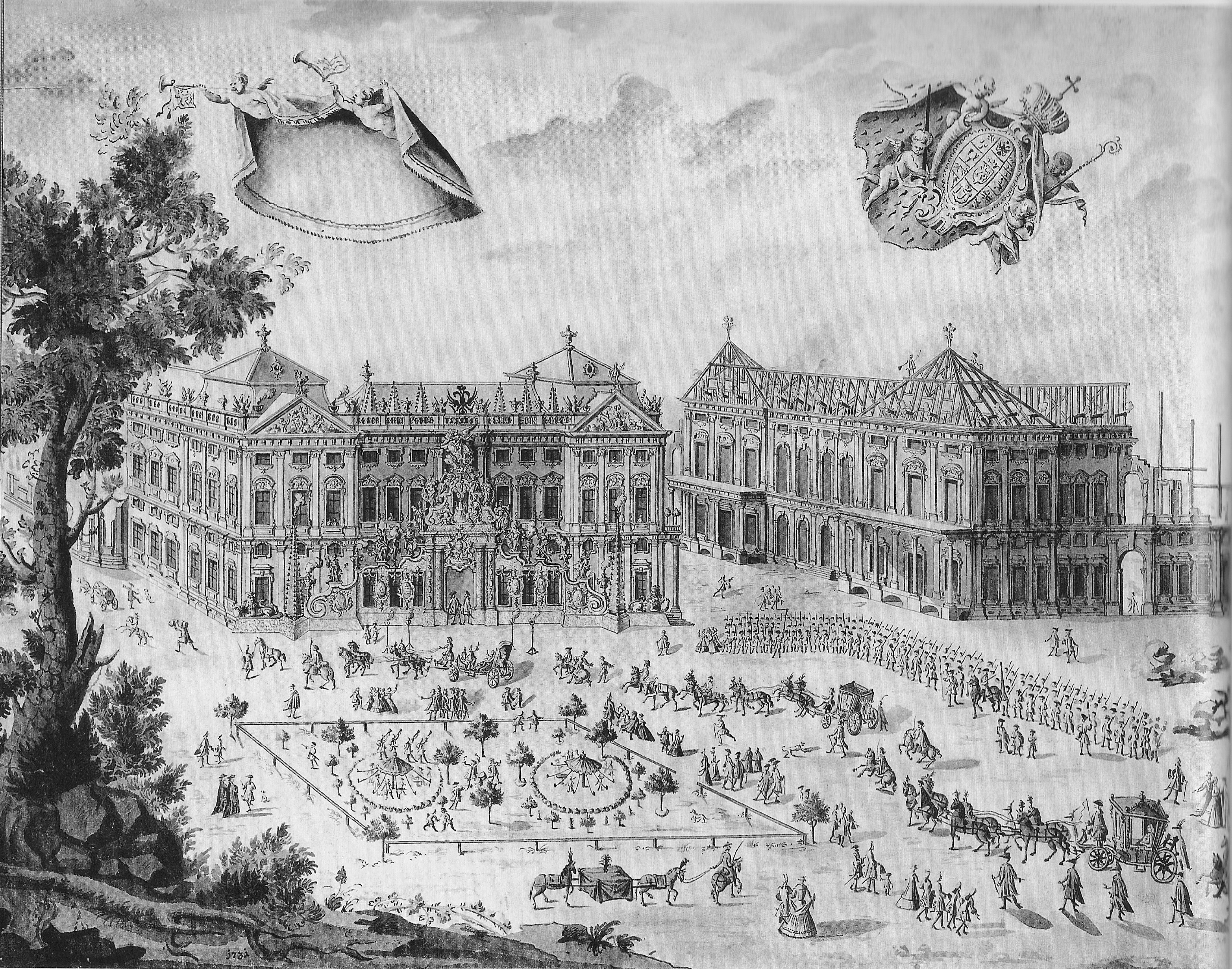
O Bispo Friedrich Carl von Schönborn faz uma entrada solene no terreno de seu novo residenz, ainda em construção

Como conseqüência do Tratado de Lunéville, em 1801, Würzburg, juntamente com os outros estados eclesiásticos da Alemanha, foi secularizado em 1803 e absorvido pelo eleitorado da Baviera. No mesmo ano, Fernando III, ex- grão-duque da Toscana, foi compensado com o eleitorado de Salzburgo. Na paz de Pressburg, em 1805, Ferdinand perdeu Salzburgo para o Império Austríaco, mas foi compensado com o novo Grão-Ducado de Wurzburgo, na Baviera, que abandonou o território em troca do Tirol. Esse novo estado durou até 1814, quando foi novamente anexado pela Baviera.
A diocese católica romana de Würzburg foi restabelecida em 1821 sem poder temporal.

## Duque de Francônia
Em 1115, Henrique V concedeu o território da Francônia Oriental (Ostfranken) ao seu sobrinho Conrado III da Germânia, que usou o título "Duque de Franconia". A Franconia permaneceu uma base elétrica de Hohenstaufen até 1168, quando o Bispo de Würzburg foi formalmente cedido aos direitos ducal na Francônia Oriental. O nome "Francônia" caiu em desuso, mas o bispo o reviveu em seu próprio favor em 1442 e o manteve até que as reformas de Napoleão Bonaparte o aboliram.

## Brasão

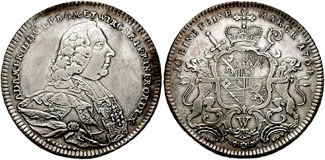
Moeda de prata mostrando a efígie e o brasão de armas do príncipe-bispo Adam Friedrich von Seinsheim (1764)

A carga do brasão original mostrava a bandeira “Rennfähnlein”, argent e gules trimestrais, em uma lança ou, em curva, em um escudo azul. No século XIV, outro brasão foi criado. O brasão de armas representa o holismo do céu e da terra. As três lanças brancas representam a Trindade de Deus e as quatro lanças vermelhas, direcionadas para a Terra, representam os quatro pontos da bússola, representando toda a extensão da Terra. A cor vermelha representa o sangue de Cristo.
Os príncipes-bispos usavam ambos no seu brasão pessoal. O Rechen e o Rennfähnlein representavam a diocese, enquanto os outros (geralmente dois) campos mostravam o brasão pessoal da família do bispo. O brasão de armas mostrava o Rechen no primeiro e terceiro campo, o Rennfähnlein no segundo e quarto campo.

## Bispos de Wurtzburgo, 743-1808

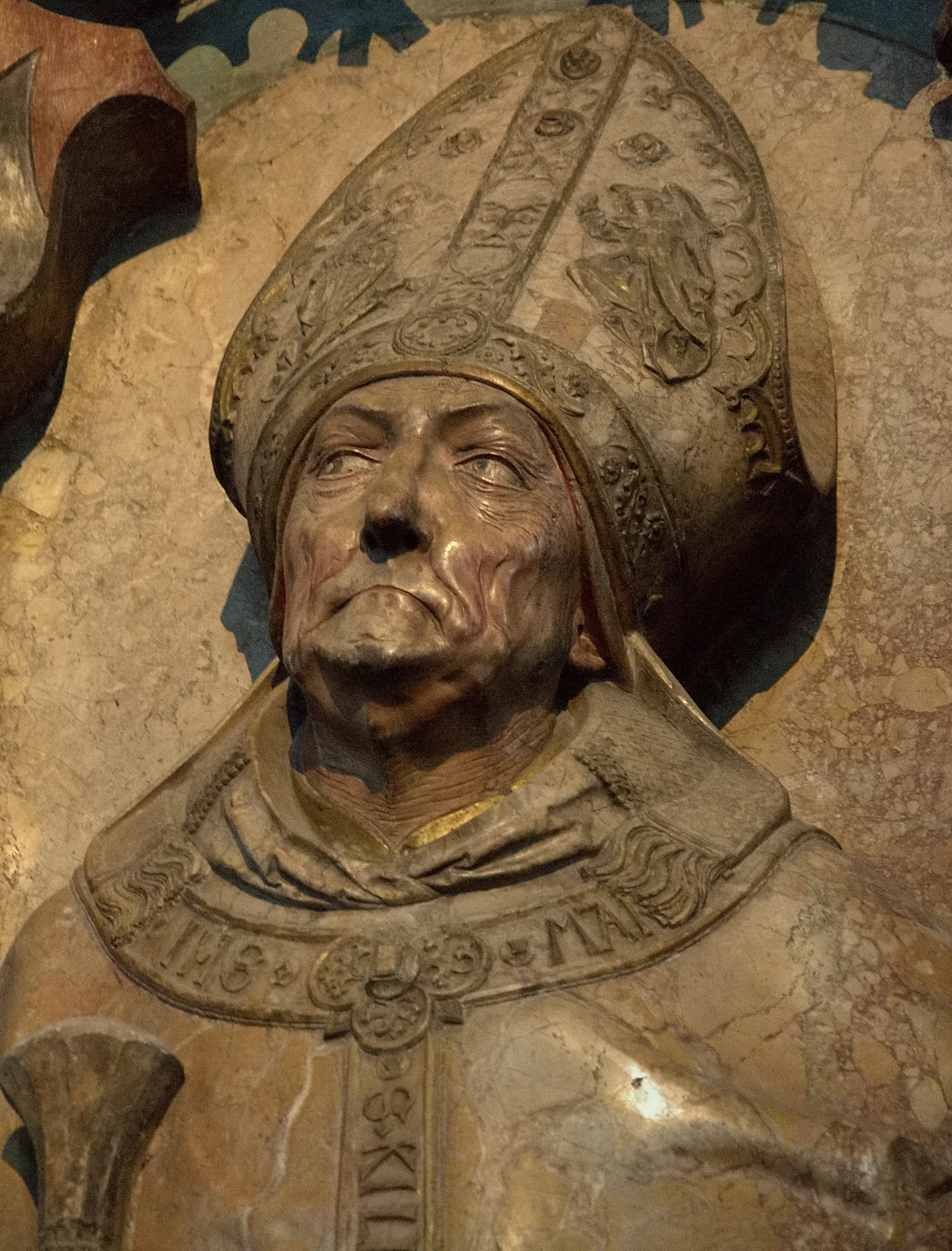
Príncipe-Bispo Rudolf von Scherenberg

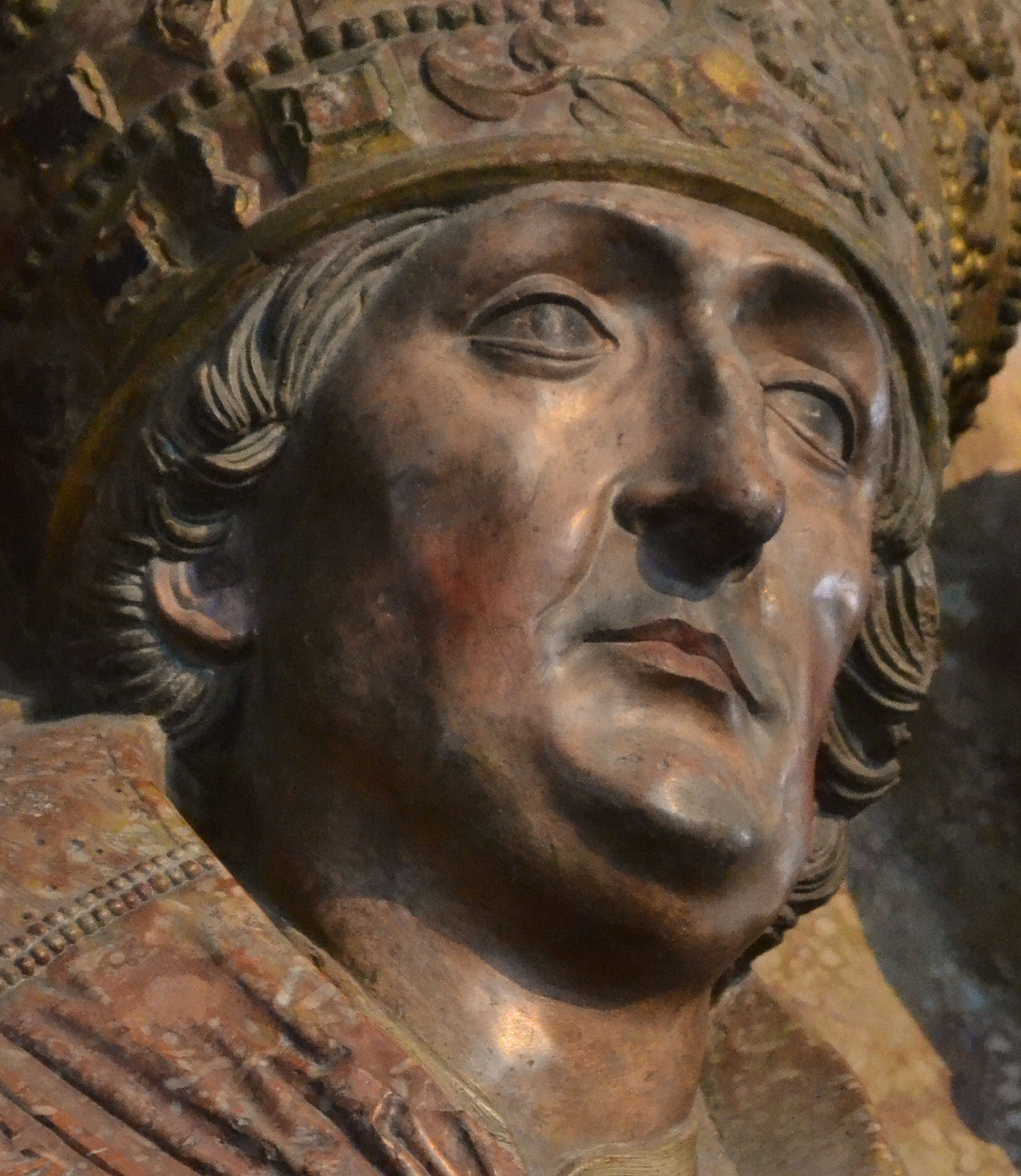
Príncipe-Bispo Lorenz von Bibra

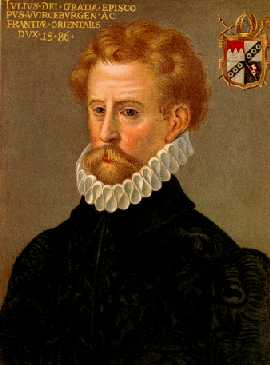
Príncipe Bispo Julius Echter von Mespelbrunn

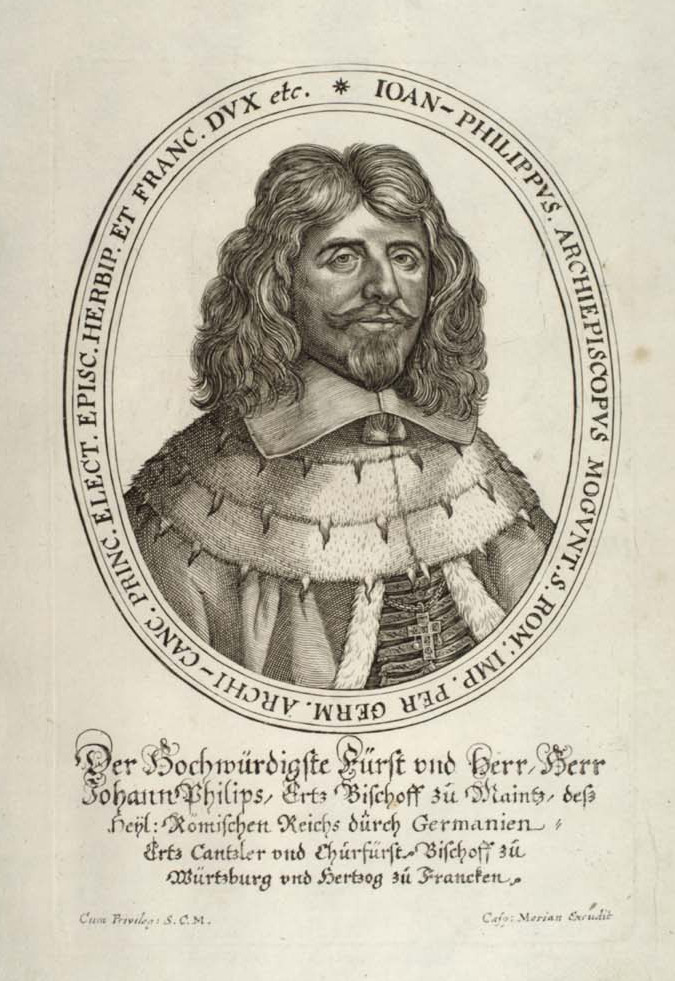
Príncipe Bispo Johann Philipp von Schönborn

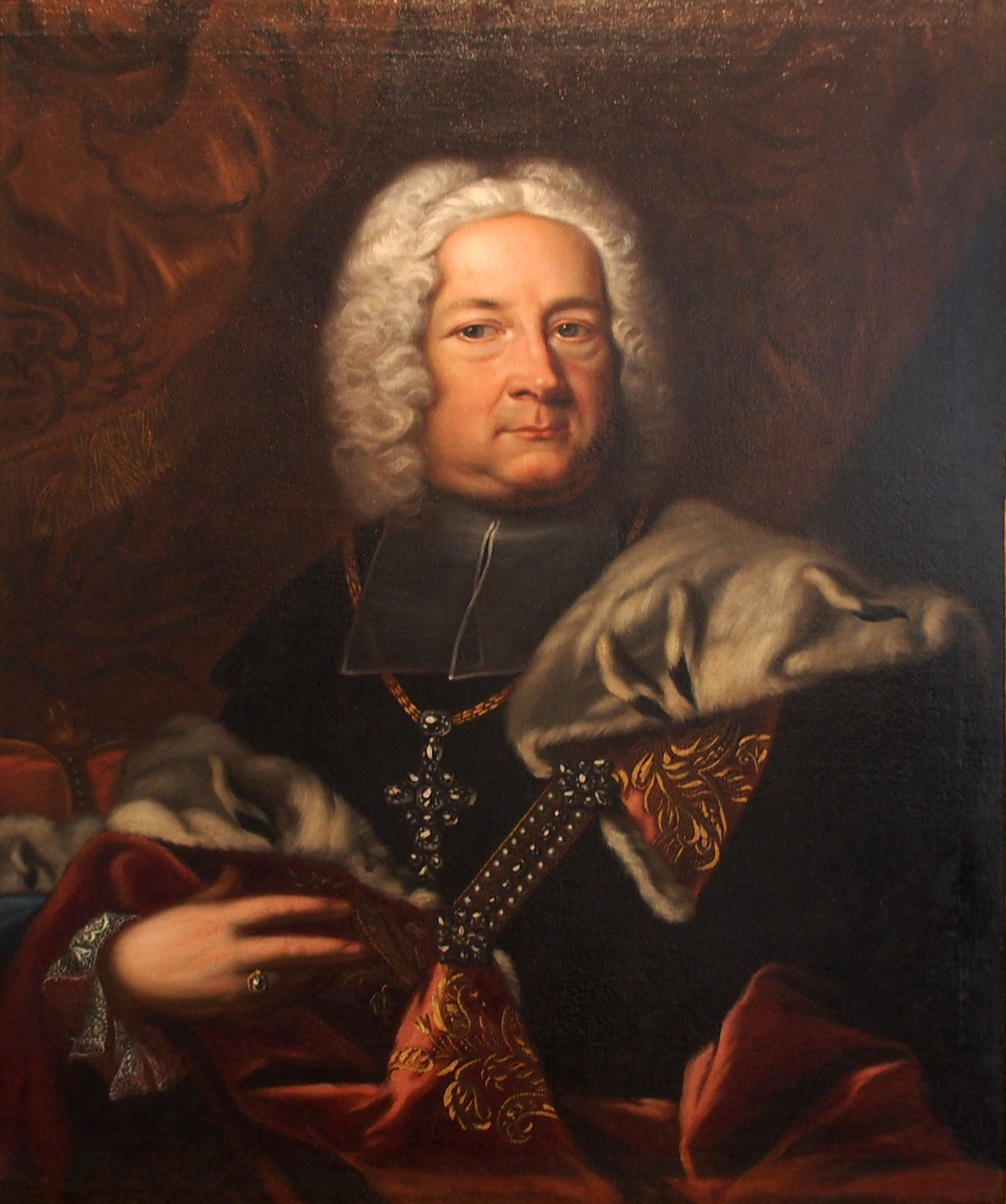
Friedrich Karl von Schönborn (1674-1746), bispo de Bamberg e Würzburg (1729-1746), vice-chanceler do Sacro Império Romano

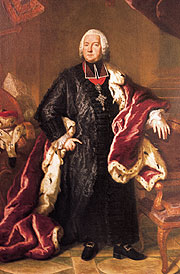
Príncipe-Bispo Adam Friedrich von Seinsheim

Em 741 ou 742, o primeiro bispo de Würzburg foi consagrado por São Bonifácio. 
- Megingoz (Megingold) 755–769
- Berowulf (Bernulf) 769–800
- Liuttrit (Luderich) 800–803
- Egilwart 803–810
- Wolfgar 810–832
- Humbert (Hunbert) 833–842
- Godwald von Henneberg 842–855
- Arno von Endsee 855–892
- Rudolf I von Conradines 892–908
- Theodo von Henneberg 908–931
- Burchard II 932–941
- Poppo I 941–961
- Poppo II 961–983
- Hugo von Rothenburg 983–990
- Bernward von Rothenburg 990–995
- Heinrich I von Rothenburg 995–1018
- Meinhard I von Rothenburg 1018–1034
- Bruno da Caríntia 1034–1045
- Adalbero von Lambach-Wels 1045–1085
- Meinhard II von Rothenburg 1085–1088
- Einhard von Rothenburg 1089–1105
- Rupert von Tundorf 1105–1106
- Erlung von Calw 1106–1121
- Gebhard von Henneberg 1122–1127
- Rudiger von Vaihingen 1122–1125
- Emicho von Leiningen 1125–1146
- Siegfried von Truhendingen 1146–1150
- Gebhard von Henneberg 1150–1159
- Heinrich II von Stuhlingen 1159–1165
- Herold von Hochheim 1165–1170
- Reginhard von Abenberg 1171–1186
- Gottfried I von Spitzenberg-Helfenstein 1186–1190
- Filipe da Suábia 1190–1191
- Heinrich III de Berg 1191–1197
- Gottfried II von Hohenlohe 1197
- Konrad von Querfurt 1197–1202
- Heinrich IV von Katzburg 1202–1207
- Otto von Lobdeburg 1207–1223
- Dietrich von Homburg 1223–1225
- Hermann I von Lobdeburg 1225–1254
- Iring von Reinstein-Homburg 1254–1266
- Heinrich V von Leiningen 1254–1255
- Poppo III von Trimberg 1267–1271
- Berthold I von Henneberg 1271–1274
- Berthold II von Sternberg 1274–1287
- Mangold von Neuenburg 1287–1303 (Bispo de Bamberg 1285)
- Andreas von Gundelfingen 1303–1313
- Gottfried III von Hohenlohe 1313–1322
- Friedrich von Stolberg 1313–1317
- Wolfram Wolfskeel von Grumbach 1322–1332
- Hermann II Hummel von Lichtenberg 1333–1335
- Otto II von Wolfskeel 1335–1345
- Albrecht I von Hohenberg 1345–1349
- Albrecht II von Hohenlohe 1350–1372
- Gerhard von Schwarzburg 1372–1400
- Albrecht III von Katzburg 1372–1376
- Johann I von Egloffstein 1400–1411
- Johann II von Brunn 1411–1440
- Sigmund of Saxony 1440–1443
- Gottfried I von Limpurg 1443–1455
- Johann III von Grumbach 1455–1466
- Rudolf II von Scherenberg 1466–1495
- Lorenz von Bibra 1495–1519
- Konrad von Thüngen 1519–1540
- Conrad von Bibra 1540–1544
- Melchior Zobel von Giebelstadt 1544–1558
- Friedrich von Wirsberg 1558–1573
- Julius Echter von Mespelbrunn 1573–1617
- Johann Gottfried von Aschhausen 1617–1622 (Bispo de Bamberg 1609–1622)
- Philipp Adolf von Ehrenberg 1622–1631
- Franz von Hatzfeld 1631–1642 (Bispo de Bamberg 1633–1642)
- Johann Philipp von Schönborn 1642–1673
- Johann Hartmann von Rosenbach 1673–1675
- Peter Philipp von Dernbach 1675–1683
- Konrad Wilhelm von Wernau 1683–1684
- Johann Gottfried II von Gutenberg 1684–1698
- Johann Philipp von Greifenclau zu Vollraths 1699–1719
- Johann Philipp Franz von Schönborn 1719–1725
- Christoph Franz von Hutten 1724–1729
- Friedrich Karl von Schönborn 1729–1746 (também Bispo de Bamberg)
- Anselm Franz von Ingelheim 1746–1749
- Karl Philipp von Greifenclau zu Vollraths 1749–1754
- Adam Friedrich von Seinsheim 1755–1779 (Bispo de Bamberg 1757–1779)
- Franz Ludwig von Erthal 1779–1795 (também Bispo de Bamberg)
- Georg Karl Ignaz von Fechenbach zu Laudenbach 1795–1808

Poder secular perdido em 1803. Território cedido à Baviera até 1805.

## Galeria

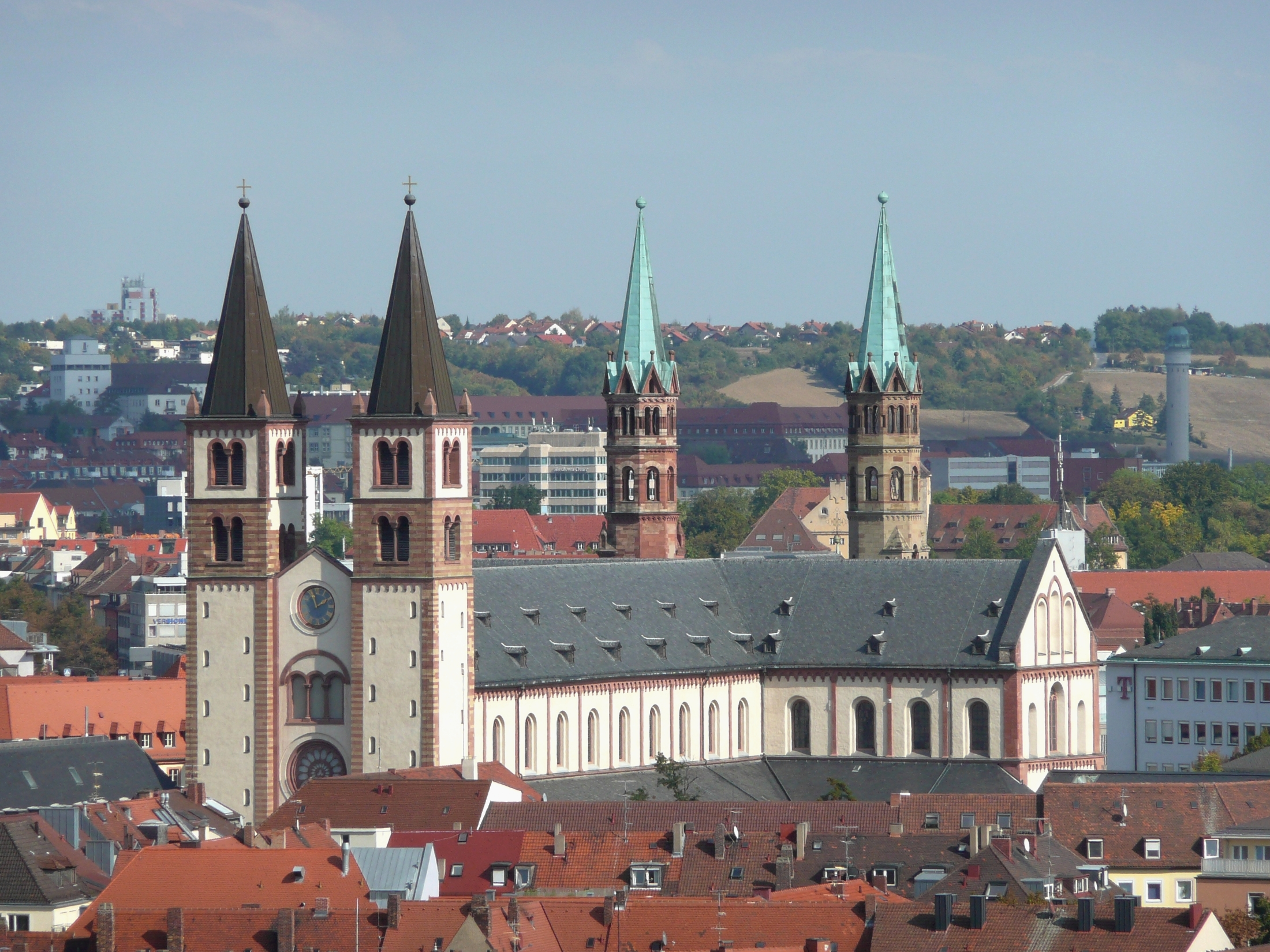
Catedral de Würzburg
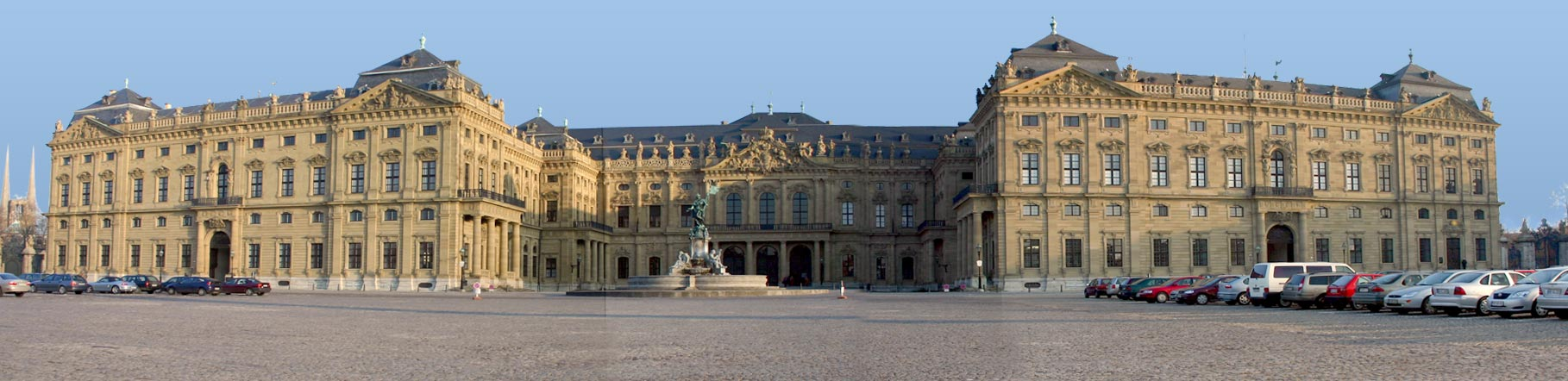
Residência de Würzburg, construída em 1719-1744 para Johann Philipp Franz von Schönborn e Friedrich Karl von Schönborn
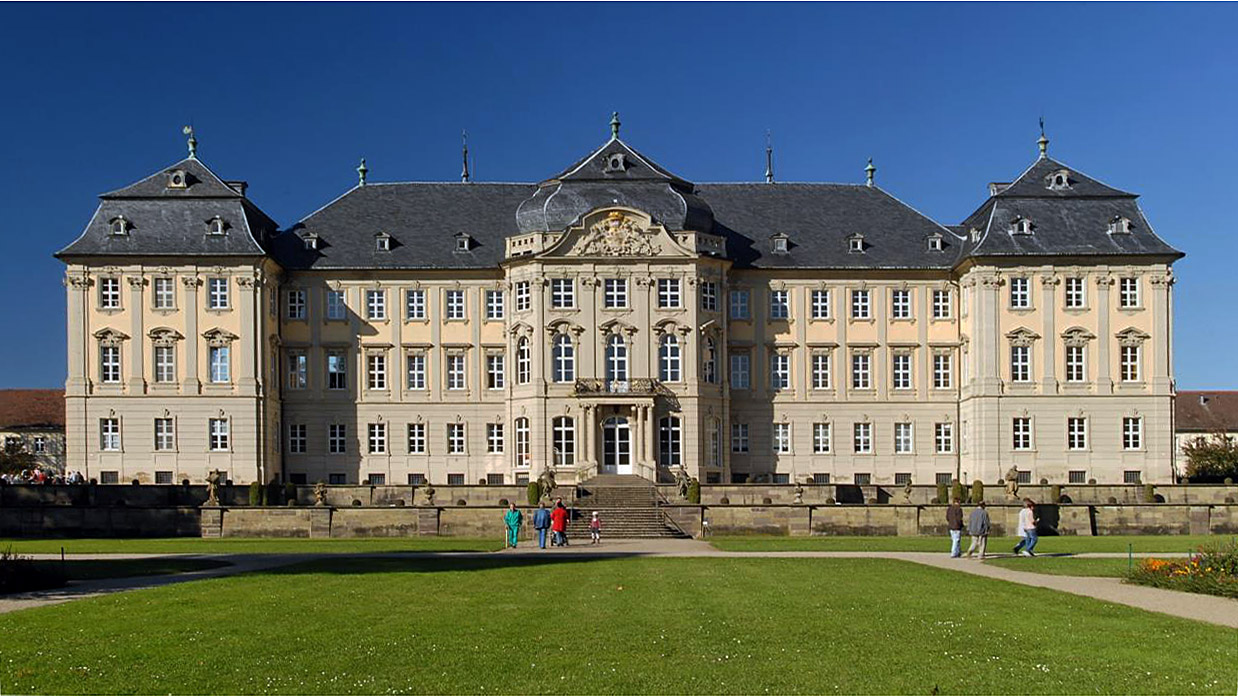
Schloss Werneck, construído em 1733-1745 para Friedrich Karl von Schönborn
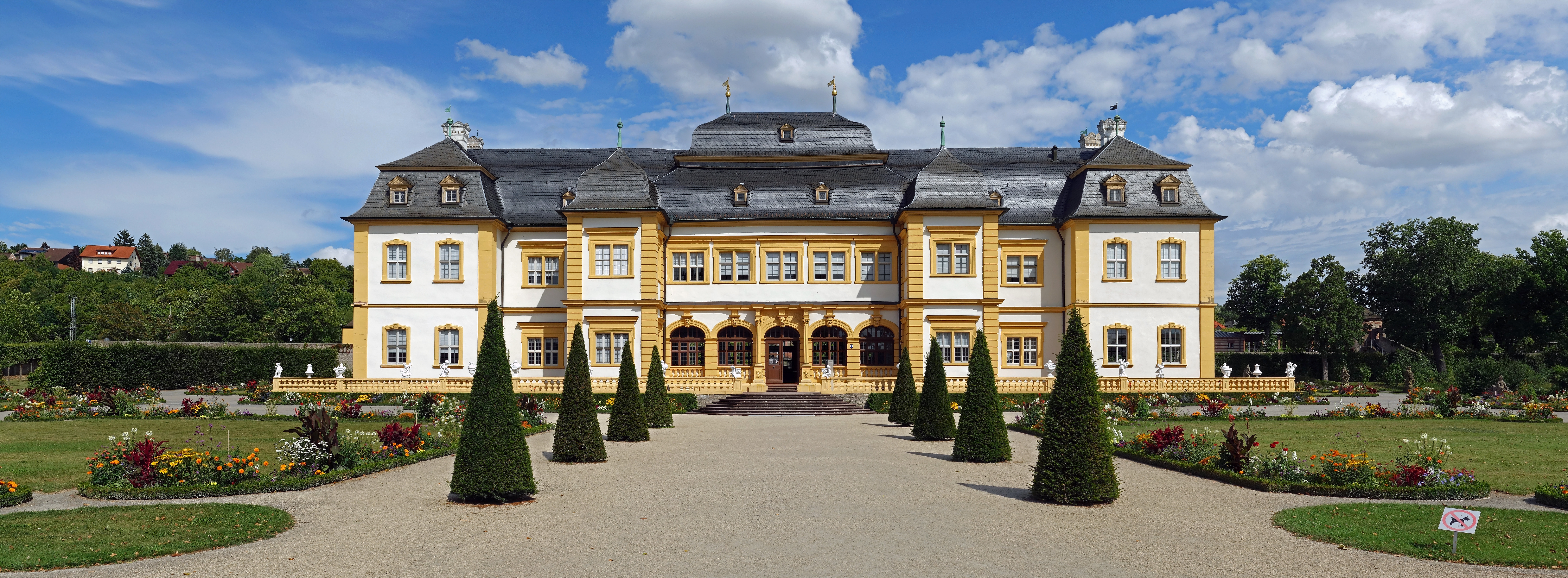
Residência de verão Veitshöchheim